# Endless Rain
Az Endless Rain az X Japan japán heavymetal-együttes negyedik kislemeze, mely 1989. december 1-jén jelent meg a CBS/Sony kiadásában. A lemez 3. volt az Oricon slágerlistáján és 31 hétig szerepelt rajta. 1990 márciusában aranylemez lett. A dal az együttes első, kislemezként megjelentetett balladája.
A Rolling Stone magazin szerint „olyan mint a November Rain, csak a rizsa nélkül.”

## Háttere
| „                    | Végtelen eső, szakadj szívemre, szívem sebeire, hadd feledjek minden gyűlöletet, minden keserűséget. | ” |
| – A refrén fordítása | |   |

Yoshiki azután írta a dalt, hogy a Sony munkatársai hallották őt Csajkovszkijt zongorázni egy klubban, miközben az együttes a sorára várt egy fellépésen, és megkérdezték, tudna-e balladát írni, mire azt felelte: „Nem akarok, de tudnék.”
1993. november 21-én az SME Records X² (ダブルエックス; Daburu ekkuszu; Hepburn: Daburu Ekkusu; „Dupla X”) címmel rövidfilmet jelentetett meg az X című manga alapján, melynek zenei aláfestését az X Japan dalai adták: a Silent Jealousy, a Kurenai és az Endless Rain. Az X című dalhoz a manga alapján videóklipet is rendezett Rintaro animerendező.

## Feldolgozások
A dalt feldolgozta többek között Nakamura Ajumi, 2008-as Voice című albumán, Angela Aki és Aarok Kwok is előadták koncerten. Az Endless Rain a Zipang című film záródala.

## Számlista
Az összes dal szerzője Yoshiki. 
| 1.    | Endless Rain        | 6:35 |
| 2.    | X (koncertfelvétel) | 9:40 |
| 16:15 |                     |      |

## Közreműködők
- Toshi – vokál
- Pata – gitár
- hide – gitár
- Taiji – basszusgitár
- Yoshiki – dobok, zongora

További közreműködők
- Keverés: Macumoto Motonari
- Hangmérnökök: Gremlin, Mijadzsima Tecuhiro, Abe Micujaszu
- Hangmérnök-asszisztensek: Okubo Takahasi, Fudzsisima, Jamada Naoki, Nakamura Akiko, Kasii Sigeki, Lee Chun Fin, Ivata Mucumasza
- Zenekari hangszerelés: Szaitó Neko

## Fordítás
Ez a szócikk részben vagy egészben  az   Endless Rain című angol Wikipédia-szócikk fordításán alapul.  Az eredeti cikk szerkesztőit annak laptörténete sorolja fel. Ez a jelzés csupán a megfogalmazás eredetét és a szerzői jogokat jelzi, nem szolgál a cikkben szereplő információk forrásmegjelöléseként.